# Tatyjana Jevgenyjevna Szamojlova
Tatyjana Jevgenyjevna Szamojlova (oroszul: Татьяна Евгеньевна Самойлова; Leningrád, 1934. május 4. – Moszkva, 2014. május 4.) orosz szovjet színésznő.

## Pályája
Anyja mérnök, apja, Jevgenyij Szamojlov (1912–2006) híres színész volt. A család 1937-ben Moszkvába költözött. Tatyjana Szamojlova balettiskolába járt, de apja nyomdokain haladva mindig is színésznő akart lenni. 1953-tól a moszkvai Scsukin Színiiskolában folytatott színi tanulmányokat. Ott ismerkedett meg leendő első férjével, a későbbi híres színésszel, Vaszilij Lanovojjal. Házasságuk rövid ideig tartott.
Először A mexikói című kalandfilm egyik mellékszereplőjeként tűnt fel, itt együtt játszott Borisz Andrejevvel és a főhőst alakító Oleg Sztrizsenovval. Lényegében Mihail Kalatozov rendező fedezte fel a film számára, amikor rábízta a Szállnak a darvak című film főszerepét. Veronika és Borisz (Alekszej Batalov alakítása) szerelmét kettétöri a háború. A férfi bevonul, Veronika az ostromlott Moszkvában marad és egy légitámadás idején ellenállását feladva, hagyja magát elcsábítani. Az önvád majdnem öngyilkosságba kergeti. Később megtudja, hogy Borisz elesett, de ezt csak akkor veszi tudomásul, amikor a hazaérkező katonák között hiába keresi. Ez a szerep hozta meg a színésznő számára a sikert, sőt a világhírt. A film az 1958-as cannes-i filmfesztivál Arany Pálma díját kapta, Szamojlova pedig külön dicséretben (Mention spéciale) részesült.
Kalatozov következő munkájában is kulcsfigurát játszott (Az el nem küldött levél, 1959). A szibériai tajgában, nehéz körülmények között zajlott a forgatás, Szamojlova a kutatócsoport egyetlen női tagját, a nehézségekkel hősiesen megbirkózó, de a természeti erőkkel szemben alul maradó geológusnő alakját formálta meg.
Ugyanabban az évben Hollywoodtól felkérést kapott Anna Karenina szerepének eljátszására. Szamojlova szerint az ajánlatot az akkori illetékes főhatóság (GOSZKINO) felsőfokú végzettség hiánya és hasonló ürügyekre hivatkozva utasította vissza. Helyette következett egy kevéssé érdekes francia-szovjet, majd egy olasz-szovjet háborús filmben kapott szerep. Utóbbiban Szamojlova szerint szinte semmi dolga nem akadt, csak a neve miatt volt rá szükség. Szemes Mihály rendező Alba Regia című filmjében (1961) egy szovjet felderítőnőt alakított, partnere Gábor Miklós volt.
A Szállnak a darvak utáni tíz évben mindössze négy filmszerephez jutott. Az ötödik, Lev Tolsztoj regényének filmfeldolgozása, az Anna Karenina címszerepe ismét ráirányította a figyelmet. Vronszkijt, Anna Karenina regénybeli szerelmét Szamojlova korábbi férje, Vaszilij Lanovoj játszotta. A film hazájában és külföldön egyaránt sikert aratott.
Akkor még úgy látszott, hogy a színésznő csillaga újra felfutóban van. Éppen az ellenkezője történt. Néhány kevéssé jelentős alkotástól eltekintve Szamojlova a mozinézők elől lényegében eltűnt. 2007-ben a Moszkvai Filmfesztivált a Szállnak a darvak ötvenéves jubileumára emlékezve rendezték meg. A színpadra kilépő Szamojlovát percekig tartó tapssal ünnepelte a meghívott közönség.

## Filmjei
- 1955 – A mexikói (Мексиканец) – (Jack London műve alapján. R. Vlagyimir Kaplunovszkij)
- 1957 – Szállnak a darvak (Летят журавли) – (R. Mihail Kalatozov)
- 1959 – Az el nem küldött levél (Неотправленное письмо) – (R. Mihail Kalatozov)
- 1960 – Léon Garros keresi barátját (Леон Гаррос ищет друга / Vingt mille lieues sur la terre) – (Francia-szovjet film. R. Marcello Pagliero)
- 1961 – Alba Regia – (Magyar film. R. Szemes Mihály. Szamojlova partnere: Gábor Miklós)
- 1964 – Keletre meneteltek (Они шли на восток / Italiani brava gente) – (Olasz-szovjet film. R. Giuseppe de Santis)
- 1967 – Anna Karenina (Анна Каренина) – (Címszereplő Lev Tolsztoj regényének filmváltozatában. R. Alekszandr Zarhi)
- 1972 – Város a Kaukázusban (Город на Кавказе) – (Rövid játékfilm)
- 1972 – Véletlen örömök (Нечаянные радости) – (Befejezetlen film. R. Rusztam Hamdamov)
- 1972 – Hosszú út egy rövid napon (Длинная дорога в короткий день / Солдаты без мундиров) – (Dovzsenko Filmstúdió)
- 1973 – Nincs visszaút (Возврата нет) – (R. Alekszej Szaltikov)
- 1974 – Óceán (Океан)
- 1975 – Briliánsok a proletárdiktatúra számára (Бриллианты для диктатуры пролетариата) – (Az észt Tallinnfilm produkcíója)
- 1991 – Anna Karamazoff (Анна Карамазофф) – (Francia-orosz film. R. Rusztam Hamdamov)
- 2000 – 24 óra (24 часа) – (Krimi)
- 2004 – Moszkvai saga (Московская сага) – (22 részes sorozat V. Akszjonov művéből. R. Dmitrij Barscsevszkij)
- 2008 – Nirvána (Нирвана)

## További információ
- Tatyjana Jevgenyjevna Szamojlova a PORT.hu-n (magyarul)
- Tatyjana Jevgenyjevna Szamojlova az Internetes Szinkronadatbázisban (magyarul)
- Tatyjana Jevgenyjevna Szamojlova az Internet Movie Database-ben (angolul)